# 이몽가
이몽가(李蒙哥, 1405년(태종 5년) ∼ 1487년(성종 18년))는 조선 전기의 훈구파 문신으로 본관은 여주(驪州)이다. 교위공파 이인덕의 10세손이자 대제학을 지낸 이행(李行)의 아들이다. 이조참판 및 직제학을 지낸 문신이자 한명회의 외조부인 이척의 아우이다. 초명은 원(遠)이며 자는 계팽(季彭), 시호는 호양(胡襄)이다. 계유정난 공신으로 벼슬이 병조판서에 이르렀으며, 여천군(驪川君)에 봉해졌다.

## 생애
대제학을 지낸 이행(李行)의 아들이자 역시 대제학을 지낸 서산부원군 류숙의 외손자이다. 무과에 급제했고, 조카인 한명회와 친교가 있어 자연스럽게 수양대군(首陽大君)의 측근이 되었다. 1453년 수양대군이 단종의 보좌세력인 김종서(金宗瑞) 등 원로대신을 살해, 제거하는 계유정난에 가담한 공으로 정난공신(靖難功臣) 3등에 책정되고 중군부사정(中軍副司正)에 임명되었다. 1456년(세조 2) 중군부사직(中軍副司直), 1461년 첨지중추원사를 거쳐 이듬해 중추원부사에 승진, 뒤에 여천군(驪川君)에 봉하여졌다. 1469년(예종 1) 중추원지사가 되고, 1472년 정헌대부(正憲大夫)에 가자(加資)되었다. 1482년에는 병조판서에 올랐다. 시호는 호양(胡襄)이다.

## 가족
- 선고(先考)
  - 대제학 이행
- 선비(先妃)
  - 전주 류씨 서산부원군 대제학 류숙의 딸
  - 배위
    - 경주 최씨
    - 조카
      - 지돈녕부사 이자

    - 조카며느리
      - 전주 이씨 양녕대군의 딸 재령군주(載寧郡主)

    - 조카사위
      - 청주 한씨 감찰 한기(韓起)
      - 외손자
        - 상당부원군 행 영의정 한명회
        - 증외손녀
          - 예종 비 장순왕후
          - 성종 비 공혜왕후